# Lushui

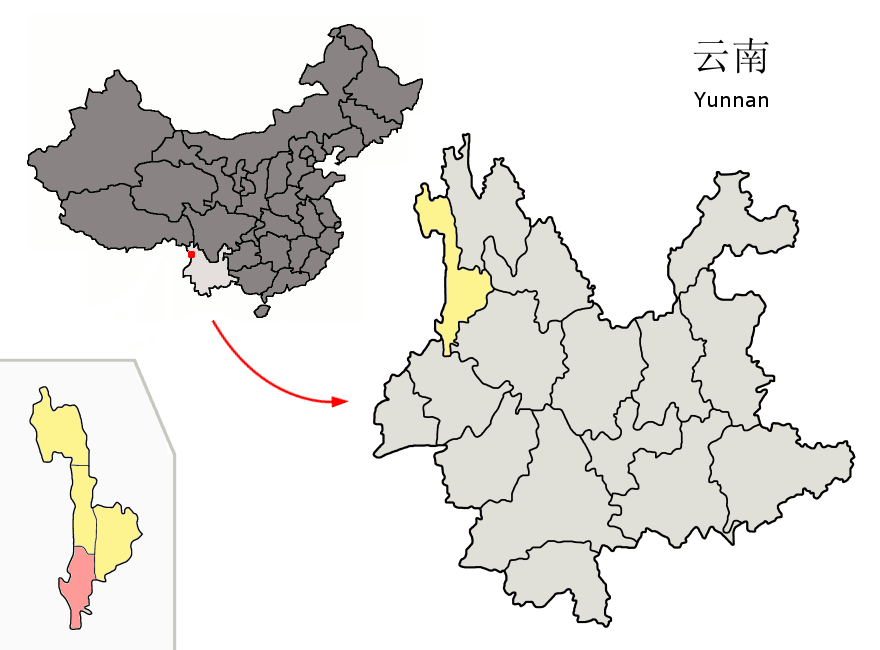
Lage des Kreises Lushui (rosa) im Autonomen Bezirk Nujiang (gelb)

Lushui (chinesisch 泸水市, Pinyin Lúshuǐ Xiàn) ist eine kreisfreie Stadt im Nordwesten der chinesischen Provinz Yunnan. Er gehört zum Verwaltungsgebiet des Autonomen Bezirks Nujiang der Lisu-Nationalität und beherbergt auch die Regierung dieses autonomen Bezirks. Lushui hat eine Fläche von 3.098 km² und zählt 203.977 Einwohner (Stand: Zensus 2020). Lushui befindet sich direkt an der Grenze zu Myanmar, es teilt mit dem Nachbarstaat eine Grenzlänge von 136,241 Kilometern.
Das Territorium von Lushui wird von Norden nach Süden vom Fluss Saluen durchflossen, der in China Nu Jiang (怒江) heißt. Im Osten wird es vom Gebirgszug Nu Shan, im Westen vom Gaoligong Shan geprägt.
Zu den Attraktionen für Besucher zählen der Bergsee Tingming Hu, die Wasserfälle des Flusses Dishui He oder die Höhle Yinhe Dong.

## Administrative Gliederung
Auf Gemeindeebene setzt sich Lushui aus sechs Großgemeinden und drei Gemeinden, davon eine Nationalitätengemeinde, zusammen. Diese sind:
- Großgemeinde Liuku (六库镇);
- Großgemeinde Luzhang (鲁掌镇);
- Großgemeinde Pianma (片马镇);
- Großgemeinde Shangjiang (上江镇);
- Großgemeinde Daxingdi (大兴地镇);
- Großgemeinde Laowo (老窝镇);
- Gemeinde Chenggan (称杆乡);
- Gemeinde Gudeng (古登乡);
- Gemeinde Luobenzhuo der Bai (洛本卓白族乡).

Der Sitz der Regierung befindet sich in der Großgemeinde Liuku.